# 경도

위도(φ)와 경도(λ)를 나타낸 그림.

경도(經度, 문화어: 날줄)는 지구 또는 다른 행성이나 항성 등의 천체에서 동-서를 나타내기 위한 지리 좌표계이다. 기호로는 일반적으로 λ가 사용된다.
자전하는 천체에서 자전축이 지나는 지표면을 각각 북극과 남극으로 정의할 수 있다. 이 두 극점을 잇는 최단거리 선분이 자오선이다. 좌표계의 구성을 위해서는 기준이 필요하기 때문에 표면의 어느 한 지점을 지나는 곳을 본초 자오선으로 정한다. 이를 기준으로 동쪽으로 0 - 180°까지가 동경이고, 서쪽으로 0 - 180°는 서경이 된다.
지구의 경우 본초 자오선을 어디로 할 것인지는 역사적으로 많은 경쟁이 있었지만, 오늘날 세계가 공통으로 사용하는 것은 영국의 그리니치 천문대를 지나는 그리니치 자오선이다. 동경과 서경은 각각 180°에서 서로 만난다. 날짜변경선은 여기를 중심으로 그어져 있다. 한편 달과 같은 지구 밖 천체의 지리 좌표계 구성은 임의의 한 지점을 선택할 수 밖에 없다. 달의 경우 지구에서 관찰할 때 정중앙에 있는 지점을 본초 자오선으로 선택하여 월면좌표계를 만들었다.
경도가 정해지면 표준시를 정할 수 있다. 지구는 24시간에 한 번 자전하기 때문에 본초 자오선에 태양이 남중하여 정오가 될 때, 동경 15°는 이 보다 한 시간 빠른 오후 1시이고 서경 15°는 이 보다 한시간 늦은 오전 11시가 된다. 이를 이용한 그리니치 평균시는 오랫 동안 국제 표준 시각이었다. 거꾸로 정밀한 시계를 이용하면 관측 지점의 경도를 구할 수 있다. 해상시계는 마땅한 지형지물이 없는 먼 바다에서 경도를 구하기 위해 고안된 것이다. GPS가 없던 시절 모든 원양 항해 선박은 자신의 위치를 해상시계를 통해 확인하였으며, 오늘날에도 GPS 장치 고장과 같은 사태에 대비한 예비품으로 구비하고 있다. 선박에 장착된 기게식 또는 전자식 해상시계는 오차가 발생할 수 밖에 없기 때문에 주기적으로 교정이 필요하다. 오늘날에는 전파 신호를 통해 자동으로 교정된다.:267
지구의 자전이 미세하게나마 불규칙적이라는 사실이 알려진 오늘날, 지구의 자전을 기준으로 하던 기존의 시간 단위는 폐기되었고 바닥상태에서 세슘원자가 발생시키는 전자기복사 주파수를 기준으로 재정의하였다. 이에 따라 국제 표준 시각도 그리니치 평균시가 아닌 협정세계시를 사용한다. GPS는 협정세계시를 측정하는 원자시계를 이용하여 경도를 계산한다.
한편 위도는 적도면과 관측하는 위치의 자오선과 만나는 지표면의 법선 사이의 각도로 정의된다. 이에 따라 동일한 경도를 갖는 지점은 남북으로 늘어서게 되는 반면, 동일한 위도를 갖는 지점은 동서로 늘어서게 된다. 지구 위의 한 지점을 나타내기 위해서는 위도와 경도 그리고 높이의 세 좌표가 필요하지만, 실제 사용에서는 위도와 경도 만으로도 한 지점의 위치를 정확히 표시할 수 있다.

## 역사

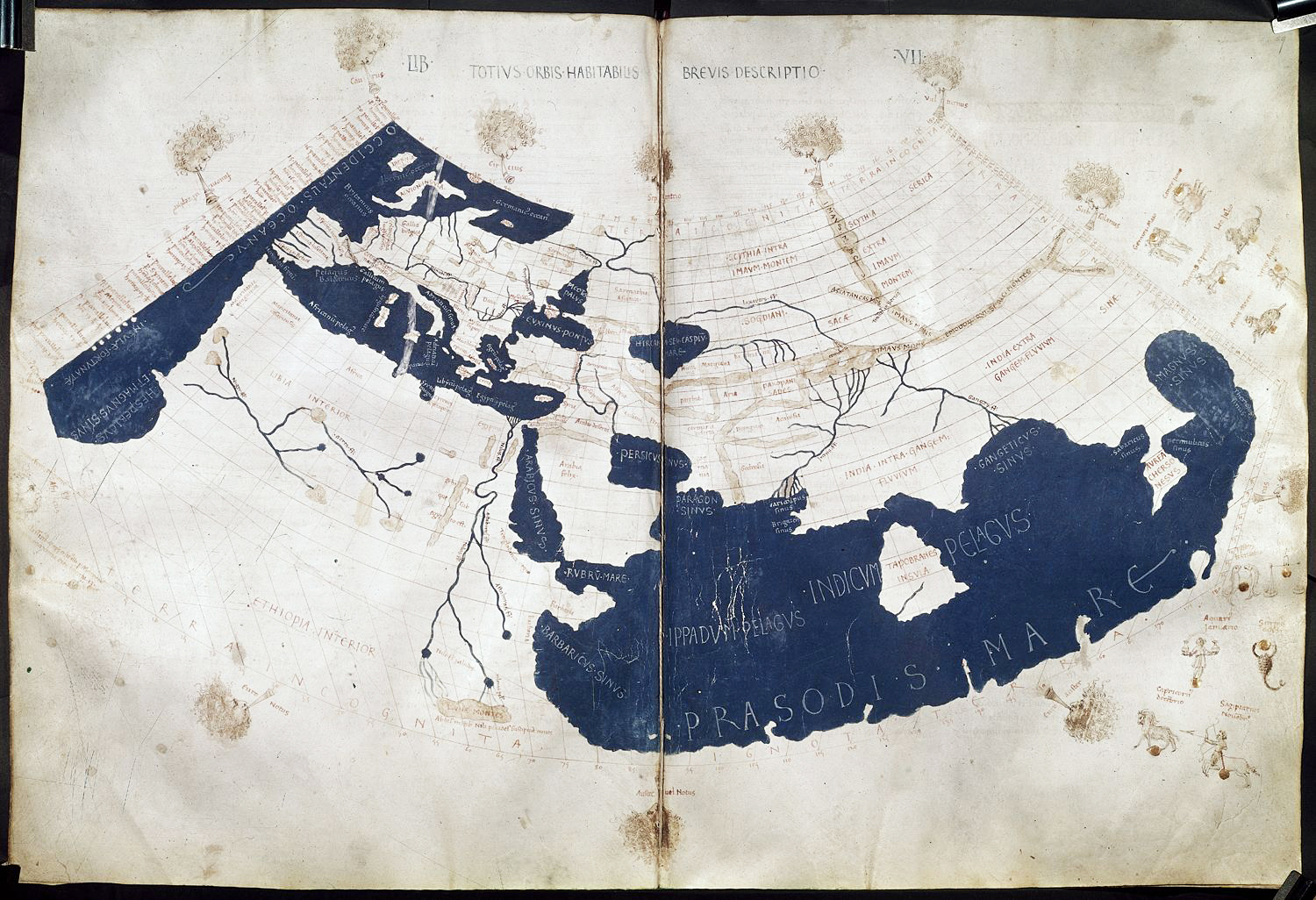
프톨레마이오스의 세계지도. 15세기 판본

고대 그리스의 학자들은 지구가 둥글다는 사실을 알고 있었다. 지역에 따라 하지의 그림자 각도가 다르다는 사실을 이용하여 지구의 둘레를 측정하기도 하였던 기원전 2세기의 히파르코스는 오늘날과 같은 360°의 경선을 고안하였다. 그가 고안한 경도의 본초 자오선은 알렉산드리아를 통과하는 것이었다.:31 히파르코스는 월식이 시작하는 시각이 지역마다 다르단 것을 확인하고 본초 자오선이 지나는 세계시와 관측지점의 지방시를 구분하기도 하였다.
기원후 2세기의 프톨레마이오스는 구형인 지구를 평면에 옮기는 지도의 제작에서 필연적으로 발생하는 왜곡을 줄이기 위해 위선을 곡선으로 표현한 지도를 제작하였다. 프톨레마이오스의 세계 지도는 모든 경도를 양수로 표현하기 위해 당시 지중해 인근에서 알려진 가장 서쪽에 해당하는 카나리아 제도를 통과하는 자오선을 본초 자오선으로 삼았다. 이렇게 만들어진 프톨레마이오스의 지도는 지중해를 비교적 정확히 묘사하고 있지만 실제에 비해 약 70% 정도 과대 평가되어 있다.:551–553
서로마 제국의 붕괴 이후 유럽에서는 지리학에 대한 관심이 크게 줄었다.:65 그 사이 이슬람 세계와 인도의 천문학자들은 고대의 지식을 계승하고 새로운 발전을 계속하였다. 예를 들어, 바타니는 안티오키아와 락까에서 동시에 관측된 월식을 이용하여 두 도시 사이의 경도 차이를 1° 미만의 오차로 결정하였다. 당시 기술로는 가장 정확한 관측 결과였다. 바타니는 성반을 이용하여 별을 관측하고 관측지점의 시각을 결정하기도 하였다. 별의 위치에 따른 시간 관측은 항해에서 자신의 위치를 확인하는 방법으로 활용되었다. 이슬람의 천문학은 원나라와 명나라를 거쳐 한국에도 전해졌고 조선 세종은 이를 활용하여 독자적인 천문서인 《칠정산내편》을 제작하였다.
십진기수법이나 아라비아 숫자와 같은 것들이 이슬람 세계에서 유럽으로 수입된 것과 같이 지리학 역시 마그레브 지역을 통해 서유럽으로 수입되었다. 12세기 무렵 알자르칼리는 당시 이슬람의 알안달루스였던 오늘날 스페인의 톨레도에서 천문표를 작성하였고, 이는 이후 여러 유럽 도시의 천문표 작성의 기초가 되었다. 1178년 9월 12일 일어난 월식의 시간 차이를 이용하여 톨레도, 마르세유, 헤리퍼드 사이의 경도 차이가 계산되었다.:85
크리스토퍼 콜럼버스는 대서양 횡단 두 번째 항해 중이던 1494년 9월 14일 오늘날 도미니카 공화국의 사오나섬에서 월식을 이용하여 경도를 계산하여 서경 13°로 추정하였고, 네 번째 항해 중인 1504년 2월 29일 자메이카에서 월식을 관측하고 서경 38°로 추정하였으나 둘 다 실제와는 매우 큰 차이가 있다. 콜럼버스는 대서양의 크기를 실제보다 작게 생각하였고 평생동안 자신이 상륙한 지점이 인도의 서쪽 어딘가일 것이라 생각하였다. 이 때문에 카리브해 지역의 섬들은 아직도 종종 서인도 제도라고 불린다. 랜들스는 1985년 대항해시대가 한창이던 1514년에서 1627년 사이 아메리카와 아시아를 항해하며 포르투갈과 스페인이 수행한 경도 측정 값을 분석하고 이들이 정확하게는 2°정도의 오차를 보였지만 부정확한 것은 25°까지도 차이를 보인다고 분석하였다.
17세기 초 등장한 망원경은 천문학뿐만 아니라 위치의 측정과 지도 제작에도 유용하게 사용되었다. 1657년 크리스티안 하위헌스가 진자시계 특허를 낸 이후 기계식 시계 장치는 점차 정확성을 높였다. 망원경과 시계는 둘 다 천문학과 지도 제작에 커다란 역할을 하였다.
원양 항해가 일상화 되면서 경도 측정 문제는 항해 안전에 매우 중요한 문제가 되었다. 예를 들어 클로디슬리 셔블이 지휘하던 잉글랜드 해군은 지브롤터 해협에서 프랑스 해군과 맞서 승리하고 런던으로 귀환하던 1707년 10월 22일 안개가 자욱한 렌드스엔드를 통과하다 경도를 잘못 계산하는 바람에 암초에 좌초하여 2천 명 이상이 목숨을 잃었다.:31-35
스페인과 잉글랜드는 항해 중 정확한 경도 측정을 할 수 있는 방법을 찾는 이에게 막대한 현상금을 걸었다. 많은 천문학자, 공학자, 수학자 등이 갖가지 방법을 동원하여 이 문제를 해결하고자 하였으나 너무나 큰 오차가 나거나 장치가 거대하여 실용성이 없었다. 이 문제는 존 해리슨이 정밀한 기계식 해상시계를 발명할 때까지 해결되지 않았다.

### 본초 자오선

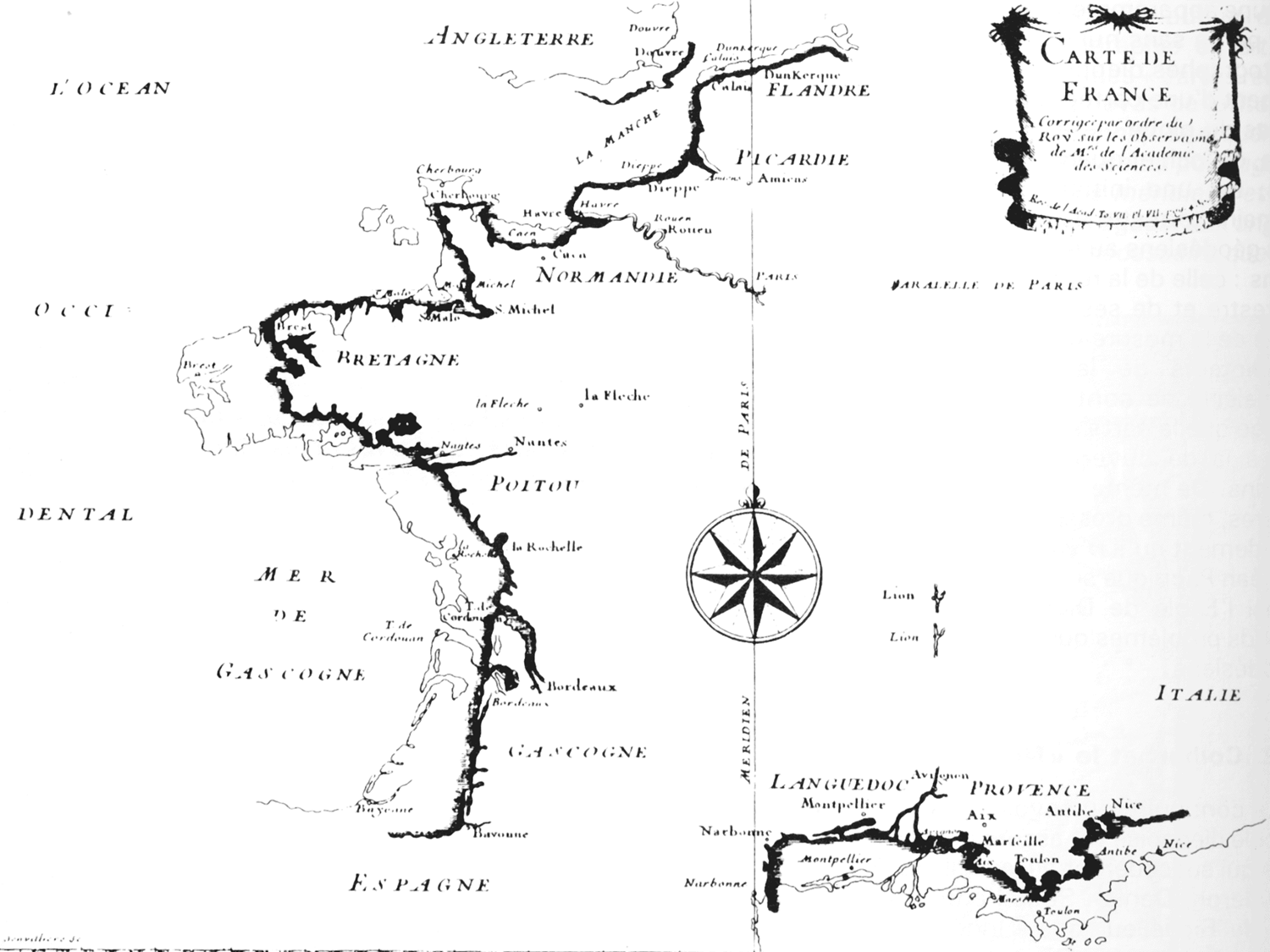
파리 자오선을 본초 자오선으로 삼아 프랑스 지도의 교정 전후를 보여주는 그림

정확한 시계가 있다면 경도를 계산할 수 있다는 것에 착안 한 사람 가운데 갈릴레오 갈릴레이가 있다 그는 목성의 갈릴레오 위성이 주기적으로 운동한다는 사실에 착안하여 시계로 삼을 수 있음을 제안하였다. 갈릴레오의 이러한 아이디어를 실제 지도 제작에 이용한 사람은 조반니 도메니코 카시니로 파리 천문대의 소장으로 있으면서 목성을 이용한 경도 계산으로 프랑스의 지도를 제작하였다. 그가 사용한 본초 자오선은 파리 자오선이었다. 경도와 달리 위도의 경우 태양의 남중 고도를 통해 쉽게 결정할 수 있으며, 지리 좌표계에서 경도와 위도를 측정하면 관측지점의 위치를 특정할 수 있게 된다. 이렇게 정해진 두 위치의 거리를 알면 나머지 부분은 삼각측량법을 사용하여 지도를 제작할 수 있다.
따라서 지도의 제작에서 본초 자오선을 어디로 정할 것인지는 매우 중요한 문제이고, 유럽 여러 나라에서 자존심을 걸고 경쟁하였다. 19세기까지도 프랑스는 파리 자오선을 포기하지 않았다. 오늘날 기준인 영국의 그리니치 자오선이 본초 자오선으로 인정된 것은 1884년의 일이다.

### 해상시계

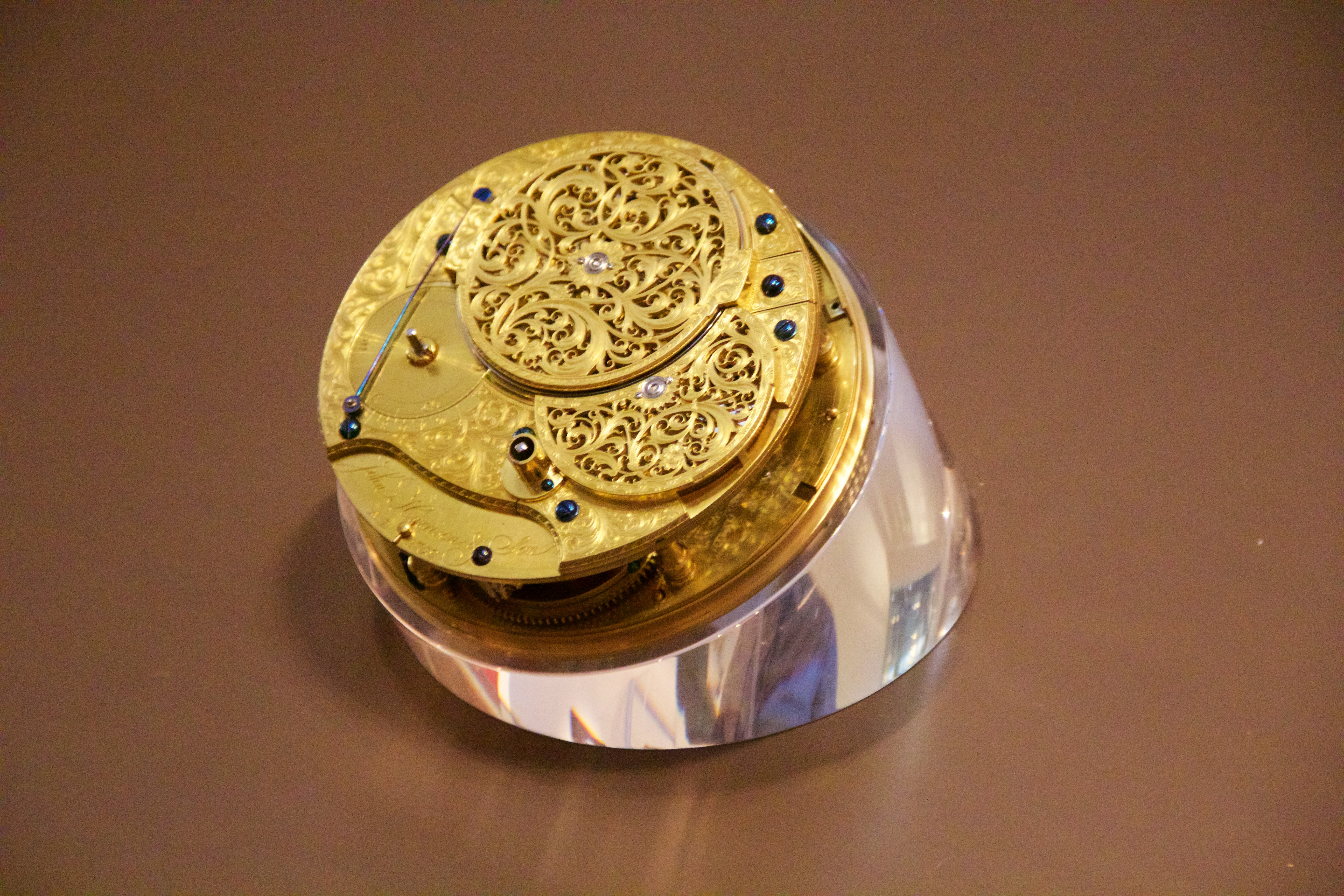
그리니치 천문대에 전시된 존 해리슨의 해상시계 H4의 내부 메커니즘

1714년 잉글랜드 의회는 경도법을 제정하고 경도 측정 문제 해결에 막대한 상금을 걸었다.:8 경도법 제정을 위한 청문회에 증인으로 참석한 아이작 뉴턴은 당시 75세의 고령이었으나 그 때까지 제시된 모든 방법이 실용성 없음을 입증하였다.:87-88 잉글랜드 의회는 0.5°이내의 오차로 경도를 측정할 경우 2만 파운드, 1° 이내일 경우 1만 파운드의 상금을 걸었다. 오늘날 가치로 환산하면 몇백만 파운드에 해당하는 막대한 금액이다.:90 많은 사람들이 갖가지 방법을 동원하였으나 실패한 가운데 별다른 학문적 배경이 없던 시계공 존 헤리슨은 합금을 사용하여 습도와 온도를 보정하는 방법으로 매우 정밀한 기계식 시계를 제작하였다. 그의 네번째 모델인 H4는 1761년 11월 18일 런던을 출발하여 자메이카까지 왕복하여 1762년 3월 27일 귀환하는 147일 간의 항해에서 1분 54.5초의 오차를 보여 잉글랜드 의회가 제시한 가장 높은 수준의 경도 측정을 만족하였다.:179 H4의 오차는 자메이카에 도달한 시점을 기준으로 약 0.25°이다.
존 헤리슨의 성공 이후 기계식 해상시계는 표준적인 경도 측정 기구로 사용되었고 각국이 저마다 보다 정밀하면서도 저렴한 시계 제작을 위해 애썼다. 기계식 정밀 시계는 20세기에 들어서면 손목시계의 형태로 대량생산되어 보급된다. 그러나 기계식 시계는 모두 어느 정도의 오차를 보일 수 밖에 없었기 때문에 오랜 기간 항해하는 선박의 해상시계를 보정하는 문제가 대두되었다. 처음에는 선박이 항구에 정박하면 그곳의 표준시와 비교하여 교정하였으나 2차 세계 대전 무렵이 되면 라디오 시보를 이용하여 교정할 수 있게 되었다.

## 측정
경도의 측정은 기본적으로 본초 자오선의 세계 표준시와 관측 지점의 지방시를 비교하는 것이다. 세부적으로는 다양한 오차 보정 방법이 존재하지만 지자기를 이용하는 자기 편차 방법 외에는 기본적으로 모두 같다. 과거에는 태양이 남쪽 하늘에 남중하는 것을 지방시 측정의 기준으로 삼았다. 항해하는 배가 태양의 남중을 관측하여 지방시가 정오 임을 확인하였을 때 해상시계의 시간이 오전 11시 이면 이 배의 위치는 동경 15°가 된다. 야간이라면 달의 남중을 이용할 수 있지만, 이 경우 달 궤도의 편차를 계산하여야 한다.

## 값
경도는 동경과 서경 각각 0 - 180°의 값을 갖는다. 그러나 남극과 북극은 경도를 측정할 수 없는 특이점이다. 모든 자오선이 모이는 곳이기 때문이다.
경도의 값은 동시에 본초 자오선을 기준으로 한 지방시를 나타내는 시간의 기준이 되지만, 역사적, 정치적, 사회적 문제로 실제 시간 기준선은 경도와 일치하지 않는다. 예를 들어 대한민국이 사용하는 UTC+9은 동경 135°를 기준으로 하지만 이 선은 한반도를 지나지 않고 도쿄를 지난다.

### 경도 1°의 길이
자오선의 간격은 적도로 갈수록 넓어지고 극지방으로 갈수록 좁아진다. 위도 φ를 지나는 위도면 a 에서 경도 1°의 길이는 다음의 수식으로 구할 수 있다.
{\displaystyle \Delta _{\rm {long}}^{1}={\frac {\pi }{180}}a\cos \phi }
특정 위도에서 경도 1°의 길이는 아래의 표와 같다.
| φ   | Δ1 lat     | Δ1 long    |
| --- | ---------- | ---------- |
| 0°  | 110.574 km | 111.320 km |
| 15° | 110.649 km | 107.551 km |
| 30° | 110.852 km | 96.486 km  |
| 45° | 111.133 km | 78.847 km  |
| 60° | 111.412 km | 55.800 km  |
| 75° | 111.618 km | 28.902 km  |
| 90° | 111.694 km | 0.000 km   |

## 같이 보기
- 위도
- 시간대
- 추측 항법
- 황경
- 측지학
- 측지계
- 지리 좌표계
- 지오태깅

## 참고문헌
- Andrews, William J. H. (1996). 《The Quest for Longitude》. Cambridge, Massachusetts: Harvard University Press. ISBN 978-0-9644329-0-1. OCLC 59617314.
- Howse, Derek (1980). 《Greenwich Time and the Discovery of the Longitude》. Philip Wilson Publishers, Ltd. ISBN 978-0-19-215948-9.